# 인마 쿠에스타
인마 쿠에스타(Inma Cuesta, 1980년 6월 25일 ~ )는 스페인의 배우, 가수이다.

## 출연 작품
- 미치도록 사랑해